# Беклес, Альберт
Альберт Беклес (англ. Albert Beckles; род. 14 июля 1930 года, на острове Барбадос) —  английский бодибилдер. Участник более чем 100 соревнований по бодибилдингу. Знаменит спортивным долголетием и феноменально развитым заостренным пиком бицепса.

## Биография
Альберт Беклес родился 4 июля 1930 года на острове Барбадос, который был колонией Великобритании. С 10 лет занимался тяжелой атлетикой, что позволило ему улучшить свои силовые показатели и набрать мышечную массу.
Переехав в Англию серьёзно занимался пауэрлифтингом. Поступил на военную службу заключив контракт с Министерством Обороны Великобритании сроком на 20 лет. Во время службы ему удавалось поддерживать форму. После выхода в отставку Беклс начал упорно тренироваться. Его режим тренировок был очень интенсивен. Он занимался два раза в день семь раз в неделю. Вскоре он получил карту профессионала IFBB и сразу одержал две победы на «Мистер Юниверс» в 1971 и 1973 году. После этого успеха его карьера продолжалась более 20 лет. За это время Беклс принял участие в более чем ста соревнованиях, в десяти из которых одержал победу. Беклес 13 раз участвовал в турнире Мистер Олимпия — это был рекорд IFBB. Шесть раз входил в пятерку сильнейших: Мистер Олимпия 1975 — 3-й, Мистер Олимпия 1977 — 4-й, Мистер Олимпия 1982 — 5 -й, Мистер Олимпия 1984 — 4 — й, Мистер Олимпия 1985 — 2 -й, Мистер Олимпия 1986 — 4 -й. Самый большой успех на «Мистер Олимпия» 2-е место в 1985 году, тогда 55 летний атлет проиграл в финале 26-летнему сопернику, будущему 8-кратному чемпиону Ли Хейни. Альберт Беклес завершил профессиональную карьеру в 1992 году в возрасте 62 лет.
Сейчас Беклес живёт в Лос-Анджелесе (США).

### Антропометрия
- Рост 170 см
- Соревновательный вес 99 кг
- Бицепс 48 см
- Шея 42 см
- Грудная клетка 123 см
- Талия 79 см
- Бедро 64 см
- Голень 41 см

## Карьера в бодибилдинге

### История выступлений
Соревнование Место
- Чикаго Про 1992, 16
- Ниагара Фаллз Про 1992, 8
- Гран При Финляндия 1991, 9
- Гран При Швейцария 1991, 8
- Гран При Англия 1991, 7
- Гран При Испания 1991, 9
- Гран При Италия 1991, 8
- Гран При Дания 1991,7
- Мистер Олимпия 1991, —
- Ночь чемпионов 1991, 7
- Ниагара Фаллз Про 1991, 1
- Сан-Франциско Про 1991, 5
- Питсбург Про 1991, 12
- Ночь чемпионов 1990, 16
- Арнольд Классик 1990, 9
- Ниагара Фаллз Про 1990, 12
- Хьюстон Про 1990, 11
- Ночь чемпионов 1989, 8
- Арнольд Классик 1989, 7
- Гран При Англия 1989, 9
- Гран При Голландия 1989, 11
- Гран При Испания 1989, 10
- Гран При Испания 1989, 10
- Гран При Мельбурн 1989, 4
- Гран При США 1989, 4
- Гран При Финляндия 1989, 9
- Гран При Франция 1989, 9
- Гран При Швеция 1989, 9
- Мистер Олимпия 1989, 15
- Чемпионат мира Про 1989, 4
- Мистер Олимпия 1988, 15
- Ночь чемпионов 1988, 5
- Гран При Англия 1988, 7
- Гран При Германия 1988, 8
- Гран При Испания 1988, 8
- Гран При Испания 1988, 7
- Гран При Италия 1988, 8
- Гран При Франция 1988, 11
- Чемпионат мира Про 1988, 10
- Чикаго Про 1988, 4
- Гран При Германия 1987, 6
- Гран При Германия 1987, 4
- Гран При Франция 1987, 4
- Мистер Олимпия 1987, 7
- Чемпионат мира Про 1987, 3
- Мистер Олимпия 1986, 4
- Ночь чемпионов 1985, 1
- Мистер Олимпия 1985, 2
- Гран При Канада 1984, 1
- Гран При Мир 1984, 1
- Мистер Олимпия 1984, 4
- Чемпионат мира Про 1984, 1
- Гран При Кубок Мира 1983, 5
- Гран При Швеция 1983, 5
- Гран При Швейцария 1983, 5
- Мистер Олимпия 1983, 7
- Ночь чемпионов 1983, 3
- Гран При Англия 1983, 5
- Гран При Лас Вегас 1983, 3
- Гран При Портленд 1983, 4
- Ночь чемпионов 1982, 1
- Чемпионат мира Про 1982, 1
- Гран При Бельгия 1982, 2
- Гран При Швеция 1982, 4
- Мистер Олимпия 1982, 5
- Гран При Канада 1981, 2
- Ночь чемпионов 1981, 2
- Гран При Бельгия 1981, 2
- Гран При Калифорния 1981, 4
- Гран При Кубок Мира 1981, 6
- Гран При Луизиана 1981, 2
- Гран При Массачусетс 1981, 2
- Гран При Новая Англия 1981, 1
- Гран При Уэльс 1981, 3
- Чемпионат мира Про 1980, 4
- Гран При Пенсильвания 1979, 3
- Мистер Олимпия 1979, 7 в категории −200 lb (до 90,7 кг)
- Чемпионат мира Про 1979, 2
- Мистер Олимпия 1978, 8 в категории −200 lb (до 90,7 кг)
- Мистер Олимпия 1977, 7
- Мистер Олимпия 1977, 4 в категории −200 lb (до 90,7 кг)
- Мистер Юниверс 1975, 2 в категории средний рост
- Мистер Олимпия 1975, 3 в категории −200 lb (до 90,7 кг)
- Мистер Юниверс 1973, 1 в категории средний рост
- Мистер Юниверс 1971, 1
- Мистер Юниверс 1971, 1 в категории до 173 см (до 5’8")